# John W. Goodsell
John W. Goodsell, né le 19 janvier 1873 à Leechburg (Pennsylvanie) et mort le 21 novembre 1949 à Sandy Lake, est un médecin et explorateur américain. 
Il est le médecin en 1909 de l expédition de Robert Peary au Pôle Nord. 

## Biographie
Il rejoint Peary lors de sa dernière expédition qui aboutit à la levée du drapeau américain au pôle Nord le 6 avril 1909. Goodsell sert alors comme chirurgien et scientifique et collecte des échantillons biologiques. Il a également dirigé l'une des nombreuses équipes de traîneaux à chiens. 
Goodsell enregistre l’histoire ethnographique des Inuits de détroit de Smith, le peuple autochtone du nord du Groenland. Ses premières recherches scientifiques sur la flore et la faune de cette région ont été considérées comme des contributions importantes par la communauté scientifique mondiale.

## Publication
- On Polar Trails The Peary Expedition to the North Pole, 1908–09, Austin, Eakin Press, 1983.